# トップ・カラー
株式会社トップ・カラー (Top color Inc.) は、ものまね・お笑いを主体とする日本の芸能事務所。

## 概要
2008年4月にオフィス・インディーズの代表取締役を退任した菅原四郎が、新たに2008年6月に設立した株式会社。コージー冨田を筆頭にものまねタレント及びお笑い芸人等が多数所属している。

## 所属タレント
ものまね・お笑い
- コージー冨田
- みはる
- TOMO
- ゆうぞう
- ダブルネーム（カオル、ジョー）
- すっぽん大学（学、ウエルカム大助）
- ばい菌持ってる鳩
- アナログタロウ
- 寺岡光盛
- モロヘイヤ三上
- エンジェリック乱世
- コードリー（八木良・オットリー春日）

アーティスト
- 狩人
- 加藤久仁彦
- 若山かずさ
- 俵伝次郎（旧名・北上健）
- 岩波理恵
- 門松みゆき
- 越川ゆう子
- 楠木康平

業務提携タレント
- 白咲姫香
- ねば〜る君

## 過去の所属タレント
- ユリオカ超特Q
- タブレット純
- ガリベンズ
- 金ピカ先生

## 関連会社
- RUF（業務提携）